# Relaciones Estados Unidos-Georgia

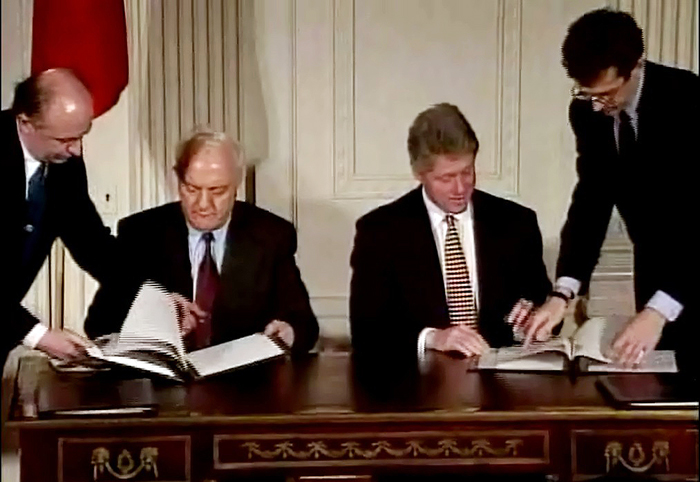
El exministro de Asuntos Exteriores soviético y luego el presidente de Georgia Eduard Shevardnadze firmando el Tratado de Inversión Georgiano-Americano de 1995 con el presidente Clinton.

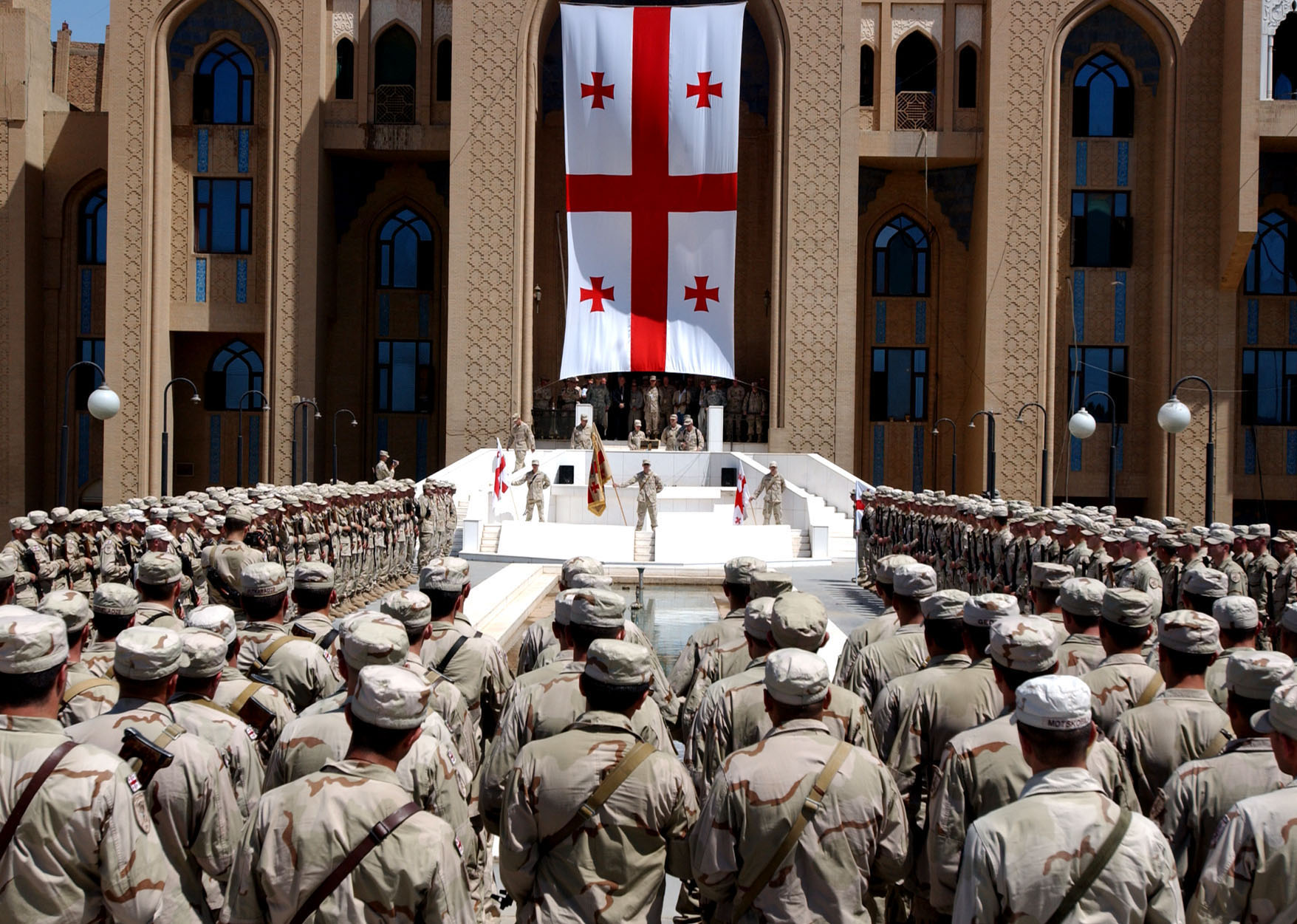
Tropas georgianas celebran su día de la independencia en Bagdad en 2006.

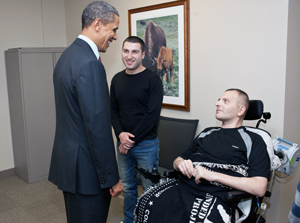
Presidente Obama visitando a un soldado georgiano, Alexandre Tugushi, quien resultó herido en Afganistán.

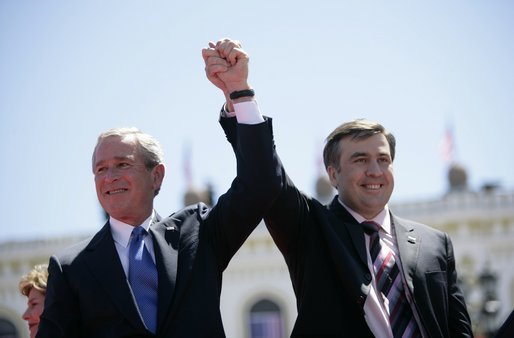
El discurso del presidente Bush en 2005 ante más de 100.000 personas en Plaza de la Libertad, Tbilisi, marcó una nueva etapa en las relaciones georgiano-estadounidenses.

Las relaciones Estados Unidos-Georgia son las relaciones diplomáticas entre Estados Unidos y Georgia. Las relaciones georgiano-estadounidenses siguen siendo muy estrechas y abarcan múltiples áreas de cooperación bilateral. Como un aliado clave de los Estados Unidos en la guerra contra el terrorismo, Georgia fue el tercer mayor contribuyente de tropas en la Guerra de Irak y actualmente es el mayor contribuyente per cápita de la EE.UU. lideró misión en Afganistán. Estados Unidos, por su parte, está ayudando activamente a Georgia a fortalecer sus instituciones estatales frente a la creciente presión de su vecino del norte Rusia y le ha brindado al país asistencia financiera por más de 3 mil millones de dólares desde 1991. Desde 2009, las relaciones georgianas y estadounidenses están simplificadas por la Carta de Asociación Estratégica de los Estados Unidos y Georgia, que creó cuatro grupos de trabajo bilaterales en áreas prioritarias de la democracia; defensa y seguridad; cuestiones económicas, comerciales y energéticas; e intercambios interpersonales y culturales.
Georgia en 2004-2008 intentó convertirse en miembro de  OTAN, pero no tuvo éxito frente a la fuerte oposición rusa. En febrero de 2012, se acordó que EE. UU. y Georgia comenzarán a trabajar en un Acuerdo de Libre Comercio que, si se materializa, hará de Georgia el único país europeo en tener dicho tratado con los Estados Unidos. Los ciudadanos estadounidenses que visitan Georgia actualmente no requieren una visa para ingresar. Los ciudadanos recibirán una visa de turista de 90 días en los puntos de entrada del país.
De acuerdo con el Informe de liderazgo global de EE.UU. de 2012, el 51% de georgianos aprueba el liderazgo de EE.UU., con un 15% de desaprobación y un 34% de incertidumbre.

## Cooperación georgiano-estadounidense para el desarrollo
Los Estados Unidos trabajan estrechamente con Georgia para promover la seguridad mutua y los intereses de contraterrorismo y brindan a Georgia asistencia bilateral de seguridad, incluyendo entrenamiento profesional y militar en inglés, a través del programa de Educación y entrenamiento militar internacional (IMET).
El programa multianual Programa de Entrenamiento y Equipamiento de Georgia (GTEP) finalizó en 2004, logrando sus objetivos previstos de mejorar la capacidad militar de Georgia y estimular la reforma militar. Lanzado en enero de 2005, el Programa de Operaciones de Mantenimiento y Estabilidad de Georgia avanzó los objetivos de GTEP y capacitó al contingente georgiano que participa en las operaciones de la coalición en Irak. La asociación con la Guardia Nacional de Georgia (EE.UU.), las visitas de la Sexta Flota y la Guardia Costera a Georgia y el Grupo de Trabajo Bilateral sobre Defensa y Cooperación Militar también son componentes importantes de la relación de seguridad estadounidense con Georgia.
Promover la democracia y la reforma es otro pilar estratégico de la relación bilateral de Estados Unidos con Georgia. En abril de 2006, como parte de estas reformas, Georgia aprobó una fuerte ley contra la trata de personas y desde entonces se ha clasificado sistemáticamente entre los países del Nivel 1 del informe del Departamento de Estado sobre la trata de personas, lo que significa que el país ahora cumple en su totalidad. Los estándares mínimos para la eliminación de la trata.
Georgia alberga a 90 voluntarios del Cuerpo de Paz que trabajan en Educación del Idioma Inglés y el desarrollo de ONGs.

## La Guerra de Irak
En una señal de que Georgia se mudó de Rusia hacia Occidente a principios de la década de 2000, el país envió una cantidad significativa de tropas a la coalición liderada por Estados Unidos en Irak, luego de cerrar una operación más pequeña en la misión de paz de Estados Unidos en la guerra de los Balcanes. El contingente de Georgia en Irak originalmente consistía en 300 tropas de fuerzas especiales bajo el mando de los Estados Unidos en Baqouba, que custodiaban dos puentes y tres bases estadounidenses de operaciones avanzadas. 550 tropas más se desplegaron en junio de 2005, que se colocaron bajo el mando de Estados Unidos en una peligrosa misión de "Seguridad del Anillo Medio" en la Zona Verde (Bagdad).
En 2007, Georgia elevó el número total de sus tropas en Irak a 2000, convirtiéndose en el tercer mayor contribuyente de tropas después de los Estados Unidos y el Reino Unido. Las tropas, todas ellas entrenadas por instructores estadounidenses, se encontraban en el este de Bagdad, cerca de la frontera con Irán.
Durante el estallido de la guerra entre Georgia y Rusia el 8 de agosto de 2008, Georgia se vio obligada a retirar a su contingente de 2.000 de Irak para proporcionar asistencia de regreso a casa. En el momento de la retirada, cinco soldados georgianos habían muerto en Irak y 19 resultaron heridos.

## Guerra en Afganistán

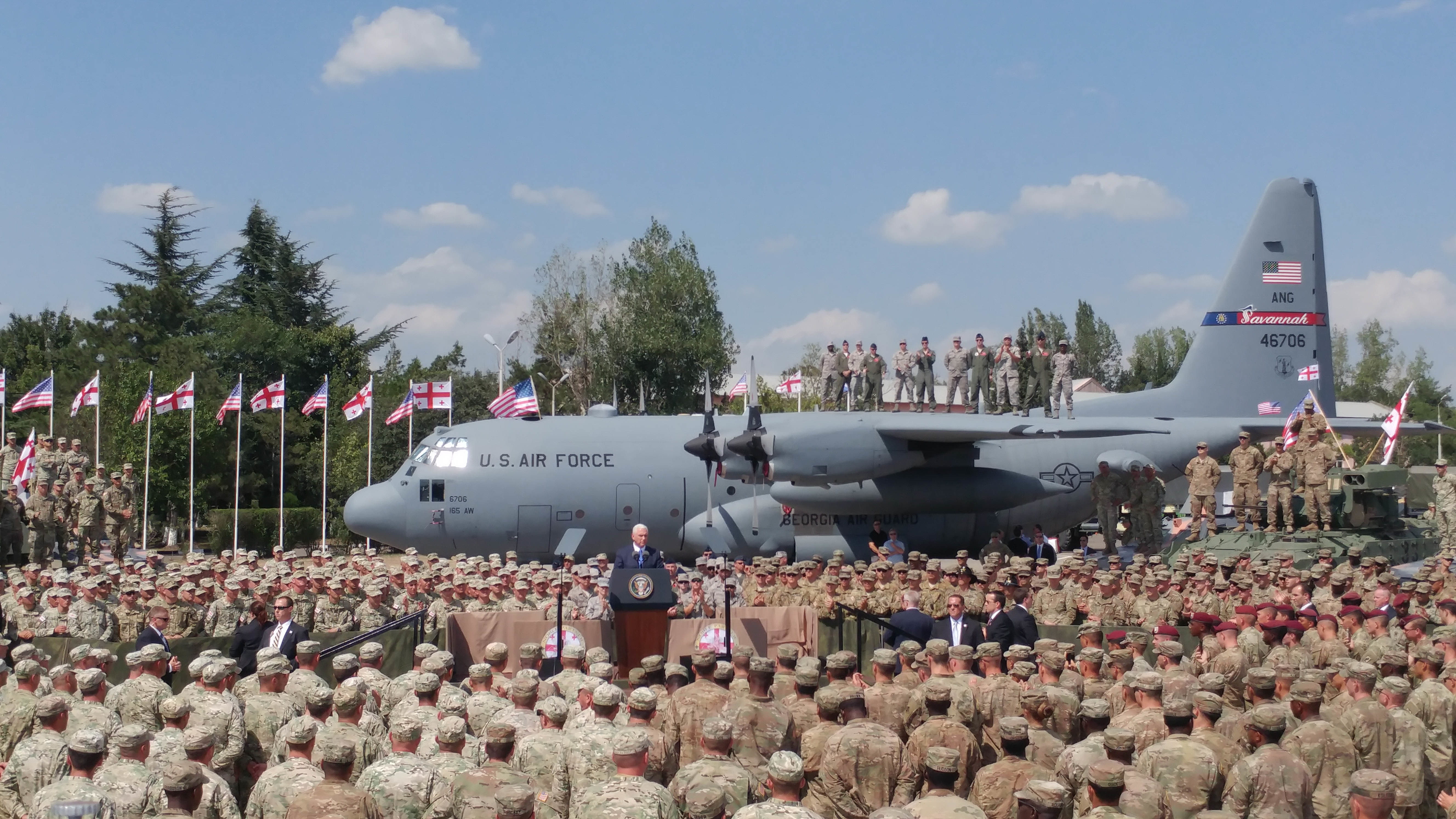
VP Pence in Tbilisi

Georgia actualmente mantiene a 1600 soldados en la misión liderada por Estados Unidos en Afganistán, lo que la convierte en el mayor contribuyente per cápita de la misión y el mayor contribuyente que no pertenece a la OTAN, tras adelantar a Australia en 2012. El país ha perdido 30 soldados en Afganistán. y más de 170 resultaron heridos desde 2010. Las muertes más recientes ocurrieron el 13 de mayo de 2013, cuando 3 soldados georgianos: el comandante Alexander Kvitsinadze, la sargento inferior Zviad Davitadze y el soldado Vladimer Shanava fueron asesinados después de una incursión terrorista y un ataque suicida concomitante en la base militar del 42° batallón.
Tras la derrota de la gobernante coalición UNM de Georgia en las elecciones parlamentarias georgianas de 2012, la nueva coalición gobernante ha prometido a los Estados Unidos permanecer en Afganistán y mantener su presencia allí incluso después de que la mayoría de la coalición se retire en 2014. Georgia ya comenzó a capacitar al personal de seguridad afgano en el lugar y en Georgia. El país también planea desplegar en el área a sus instructores de helicópteros, que poseen décadas de experiencia con helicópteros soviéticos, similar al tipo que Afganistán utilizará en los próximos años.
La oposición doméstica prácticamente inexistente al despliegue de Georgia en Afganistán no ha aumentado sustancialmente a pesar del número creciente de víctimas georgianas. Esto se debe al hecho de que tanto los gobiernos de EE.UU. Como los de Georgia promueven la participación afgana como uno de los componentes básicos de la membresía de la OTAN en Georgia, que ha resultado difícil de alcanzar en los últimos años debido a las quejas de Rusia.

## Conflicto de Ossetia del Sur
Al igual que sus aliados occidentales, Estados Unidos condenó la intrusión de Rusia en el territorio soberano de Georgia y mientras se abstuvo de la acción militar directa, Washington utilizó un avión C-17 Globemaster III y las fuerzas navales para entregar ayuda a Georgia para señalar su apoyo fuerte. Después de la guerra, siguiendo el consejo del vicepresidente Joseph Biden, los Estados Unidos asignaron mil millones de dólares para ayudar a Georgia a reconstruir.
El 9 de enero de 2009, la secretaria de Estado Condoleezza Rice y la ministra de Relaciones Exteriores de Georgia Grigol Vashadze firmaron una Carta de Asociación Estratégica, un documento no vinculante que describe las áreas de cooperación y reitera a los Estados Unidos. apoyo a la integridad territorial de Georgia y a la membresía de la OTAN de Georgia.
Tras la reunión del presidente de los Estados Unidos Barack Obama con Dmitry Medvedev en 2009, hubo preocupaciones en Georgia y entre sus partidarios en los Estados Unidos de que las relaciones entre Georgia y Estados Unidos sufrirían como resultado de los intentos de reparación Relaciones ruso-estadounidenses. Sin embargo, la Casa Blanca declaró que la administración continuará apoyando a Georgia.
En febrero de 2014, el Primer Ministro de Georgia Irakli Garibashvili se reunió con el Secretario de Estado de los Estados Unidos John Kerry para hablar sobre el futuro de Georgia, así como los acontecimientos recientes en Ucrania.